# Strażnica WOP Górzyca
Strażnica Wojsk Ochrony Pogranicza w Górzycy – podstawowy pododdział graniczny Wojsk Ochrony Pogranicza pełniący służbę graniczną na granicy polsko-niemieckiej do 1991 roku.
Strażnica Straży Granicznej w Górzycy – graniczna jednostka organizacyjna Straży Granicznej realizująca zadania bezpośrednio w ochronie granicy państwowej z Niemcami.

## Formowanie i zmiany organizacyjne
Strażnica została sformowana w 1945 roku w strukturze 10 komendy odcinka Słońsk jako 49 strażnica WOP (Goritz). Kierownictwo strażnicy stanowili: komendant strażnicy, zastępca komendanta do spraw polityczno-wychowawczych i zastępca do spraw zwiadu. Strażnica składała się z dwóch drużyn strzeleckich, drużyny fizylierów, drużyny łączności i gospodarczej. Etat przewidywał także instruktora do tresury psów służbowych oraz instruktora sanitarnego.
W związku z reorganizacją oddziałów WOP w 1948 roku, strażnica podporządkowana została dowódcy 36 batalionu OP. Od stycznia 1951 roku strażnica WOP Górzyca podlegała dowódcy 94 batalionu WOP. 
Od 15 marca 1954 wprowadzono nową numerację strażnic, a strażnica WOP Górzyca III kategorii otrzymała nr 47. 
W 1956 rozpoczęto numerowanie strażnic na poziomie brygady. Strażnica Górzyca II kategorii była 20. w 9 Brygadzie Wojsk Ochrony Pogranicza. W 1964 roku strażnica WOP nr 2 Górzyca uzyskała status strażnicy lądowej i zaliczona została do III kategorii. Kilka miesięcy później przeformowano strażnicę lądową WOP Górzyca III kategorii na strażnicę rzeczną kategorii I.
W latach 60. podlegała dowódcy 93 batalionu WOP. W 1976 roku Wojska Ochrony Pogranicza przeszły na dwuszczeblowy system zarządzania. Strażnicę podporządkowano bezpośrednio pod sztab brygady.
Po rozwiązaniu w 1991 roku Wojsk Ochrony Pogranicza, strażnica w Górzycy weszła w podporządkowanie Lubuskiego Oddziału Straży Granicznej.

## Ochrona granicy

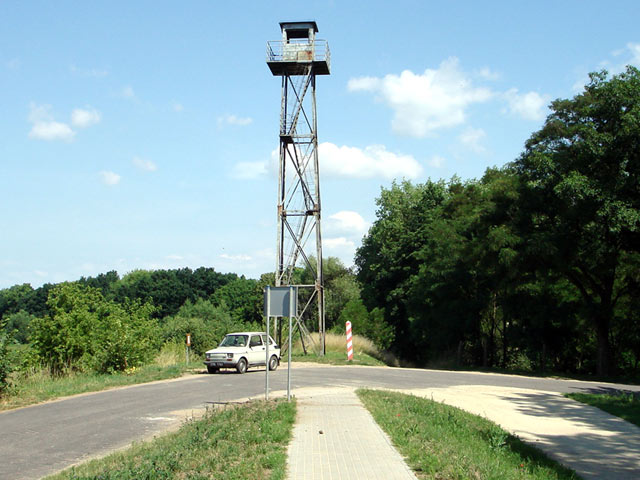
Istniejąca do dzisiaj wieża obserwacyjna w Górzycy obstawiana przez Strażnicę Górzyca.

W 1960 roku 2 strażnica WOP Górzyca III kategorii ochraniała odcinek granicy państwowej o długości 9 646 m od znaku granicznego 543 do zn. gr. 523.
W 2003 roku strażnica ochraniała odcinek granicy długości 15 560 m od znaku granicznego nr 521 do 551.

## Działalność społeczna
Strażnica stale współpracowała z 6 Drużyną Harcerską im. Zawiszy Czarnego w Górzycy, której drużynowa była odznaczona odznaczeniem Wojsk Ochrony Pogranicza. Corocznie w Dzień Wielkiej Socjalistycznej Rewolucji Październikowej 7 listopada wspólnie z harcerzami wystawiano wartę honorową przy Pomniku Żołnierzy Radzieckich w Górzycy (2 żołnierzy i 4 harcerzy).
Żołnierze ze Strażnicy WOP Górzyca współtworzyli cywilno-wojskowy, teatralno-dramatyczny zespół artystyczny „Granica”, działający w latach 1952-1974.

## Dowódcy strażnicy
- ppor. Antoni Stasiuk (12.11.1945–?)
- ppor. Tadeusz Targoński (?–13.08.1946)
- ppor. Tadeusz Dernoga (1948–?)
- chor. Leon Wąs (był w 1950)
- ppor. Jan Hurynowicz (był w 1951–1952)
- ppor. Antoni Blachowski (1952–1952)
- chor. Leon Szarata (1952–1953)
- por. Władysław Leszczyński (1953–1959)
- cz.p.o. ppor. Zdzisław Brzeziński (1959–1960)
- kpt. Władysław Leszczyński(1960–1962)
- kpt. Bogumił Jędrycha (1962 – min. do 1964}
- kpt. Józef Kosno (był w 1970[11], do 5.10.1972)
- kpt/mjr. Witold Dąbrowski (5.10.1972–1986)
- por. Józef Sawka (1986–?)

Poniżej wykaz dowódców strażnicy podany za Józef Ostrowski: Lubuska Brygada Wojsk Ochrony Pogranicza 1945-1989. Ludzie - wydarzenia. s. 19.
- por. Bogumił Jędrycha
- kpt. Józef Kosno
- mjr Witold Dąbrowski